# An Dro

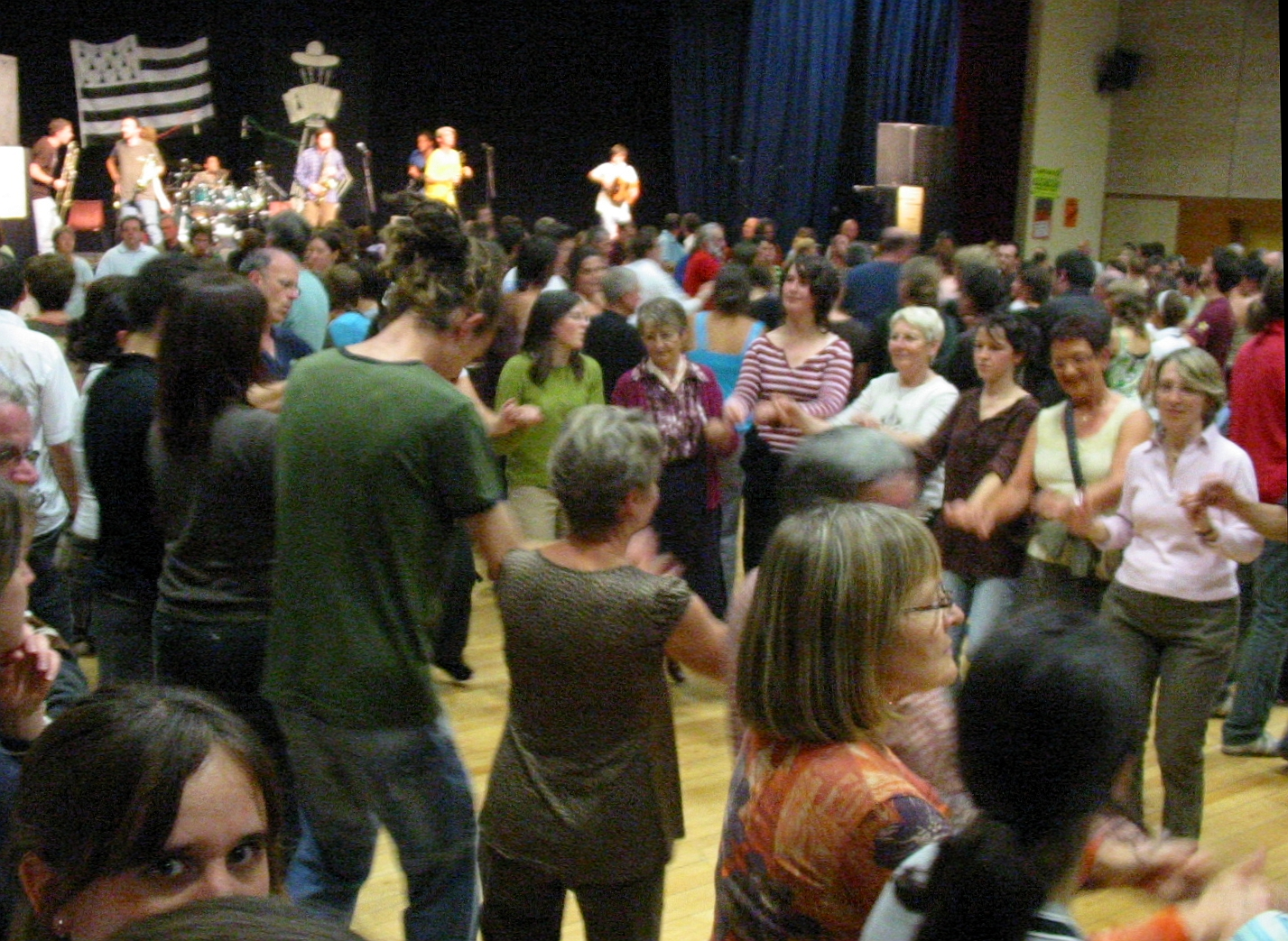
Dançarinos participam em fila ou círculo, balançando os braços com os dedos unidos.

O An-dro (em Bretão normalizado) ou En-dro (em Bretão Gwenedeg), em Português "A volta" ou "A Ronda", é uma dança tradicional bretã originária da região de Morbihan, na França, no compasso 4/4.

## Dança
Os dançarinos juntam os seus dedos mínimos e formam uma longa linha, balanceando os seus braços e deslocando-se para a sua esquerda por meio de passadas maiores nessa direcção do que para a direita. Geralmente o movimento dos braços consiste primeiramente em dois movimentos circulares para cima e para trás (ao nível do peito), seguido por um na direcção oposta (para baixo e para a frente); estes movimentos são feitos rente ao corpo e com os braços dobrados. Seguidamente é feito um círculo similar ao último (para baixo e para a frente) mas com extensão completa dos braços. O ciclo volta-se a repetir. As passadas são feitas conforme a batida. Para a esquerda aquando dos dois primeiros círculos com os braços e para a direita (ou permanecendo no mesmo sítio) nos posteriores. A postura é erecta com os joelhos descontraídos. Um conjunto de passos demora 8 tempos divididos em duas metades:
1.ª metade:
1.º tempo: o pé esquerdo move-se para a esquerda;
2.º tempo: o pé direito junta-se ao esquerdo;
3º tempo: o pé esquerdo move-se de novo;
4.º tempo: os pés não se movem e o corpo fica apoiado no pé esquerdo.
2.ª metade:
5.º tempo: o pé direito junta-se ao esquerdo;
6.º tempo: o pé esquerdo marca o tempo (para cima e para baixo em um tempo);
7.º tempo: o pé direito marca o tempo (para cima e para baixo em um tempo);
8.º tempo: os pés não se movem e o corpo fica apoiado no pé direito.
A curva de aprendizagem desta dança é rápida permitindo aos iniciantes juntarem-se rapidamente à linha durante os festoù-noz (plural da palavra bretã Fest-Noz, em Português "festa de noite").
Num baile, haverá diversas linha em formação com cada líder a conduzir a sua linha em algum padrão. Cada líder (pessoa mais à esquerda na linha) conduzirá a sua linha numa espiral ou sobre si própria de maneira a formar padrões na pista de dança e permitir aos dançarinos verem-se todos.
Esta dança usualmente possui canções associadas a ela, geralmente os versos são cantados em coro ou num estilo responsivo (líder canta seguido de resposta dos restantes dançarinos). Por vezes, os músicos tocam no meio da pista de dança e então os dançarinos podem formar uma espiral à sua volta.

### Ligações Externas
- Partitura de uma An-dro (em Inglês)